# Lateinische Wortteilung
Die lateinische Wortteilung ist die gesetzmäßige Wortteilung, wie sie für die lateinische Sprache gilt. Im Unterschied zur altgriechischen Wortteilung, die mit der altgriechischen Silbentrennung vollkommen übereinstimmt, stimmt die lateinische Wortteilung nicht mit der lateinischen Silbentrennung überein. Das liegt daran, dass sie sich mehr am Vorbild der altgriechischen Wortteilung orientiert als an der eigenen Silbentrennung des Lateinischen.

## Regeln
1. Ein Konsonant zwischen Vokalen muss zum zweiten Vokal: pa-ter
  - Zwei Konsonanten zwischen Vokalen müssen beide zum zweiten Vokal, wenn sie
    - ein lateinisches oder griechisches Wort beginnen können: pa-tris, li-bri, po-sco, ho-spes, magi-ster, si-gnum, re-ctor, scri-psi, scri-ptor, Le-sbos
    - „muta cum liquida“ (also ein Cluster aus Verschluss- oder sonstigem stimmlosen Laut und Dauerlaut) sind: te-gmen, La-tmus, rhy-thmus, Pha-tnae, Ara-chne, Da-phne

  - Sonst bleibt der erste Konsonant beim ersten Vokal: fal-lo, fal-ce, al-ter, men-tes, com-ma
2. Drei Konsonanten zwischen Vokalen werden nur dann zusammen zum zweiten Selbstlaut gestellt, wenn der erste Mitlaut c, p oder s ist und darauf „muta cum liquida“ (siehe oben) folgt: do-ctrina, Ba-ctra, corru-ptrix, sce-ptrum, ca-stra, magi-stri
3. Vier Konsonanten zwischen Vokalen werden immer getrennt: ton-strix, mon-strum, mul-ctrum
4. Zusammengezogene Worte (siehe Elision) werden als ein Wort behandelt: po-tes, ve-neo, de-cennis, lon-gaevus, ani-madverto, ma-gnanimus, qua-dran-gulus
(und nicht strukturgerecht pot-es, ven-eo, dec-ennis, long-aevus, anim-adverto, magn-animus, quadr-ang-ulus)
Grund:  Abgeteilte Silben dürfen nicht (anders als in der altgriechischen Wortteilung) mit Vokal anlauten.
5. Nicht zusammengezogene Worte werden nach ihren Bestandteilen geteilt: abs-condo, dis-quiro, obs-curus, et-iam, red-eo, sed-itio
Hinweis: Die letzten drei Beispiele widersprechen Regel 4;  solche Teilungen sind zu meiden.  Zur Ursache dieser Ambiguität siehe unten.
6. Einzelbuchstaben teilt man (anders als in der altgriechischen Wortteilung) nicht: antea, omnia (nicht ante-a oder o-mnia)

Obige Regeln sind also im Großen und Ganzen identisch mit den Gesetzen der altgriechischen Wortteilung, die ihrerseits ihr Fundament in der altgriechischen Silbentrennung hat.

## Probleme
Das Regelwerk der lateinischen Wortteilung weist die oben unter Punkt 5 genannte Ambiguität auf. Ursache hierfür ist der Konflikt zwischen lateinischer Silbentrennung und den sonst weithin aus dem Griechischen übernommenen Regeln zur Wortteilung, die der altgriechischen Silbentrennung besser entsprechen als der lateinischen.
Namentlich kannte das gepflegte Lateinische (genau so wie heute das Französische) zwar am Beginn einer Aussage, nicht aber in der fortlaufenden Rede einen festen Stimmabsatz. Eventuell allein anlautende Vokale wurden, wann immer möglich, mit dem vorausgehenden Laut zusammengezogen (Liaison).  Ein Festhalten am festen Stimmabsatz bedeutete daher demgegenüber immer eine absichtsvolle Pause, der folgende Vokal musste als Beginn einer zweiten Aussage aufgefasst werden.  Daher scheut die Lateinische Wortteilung an sich vor anlautenden Vokalen (siehe Regel 5): Innerhalb eines Wortes beginnt man keine zweite Aussage!
Dagegen kannte die altgriechische Sprache überhaupt keinen festen Stimmabsatz;  so konnte in ihr auch ein allein anlautender Vokal nicht den Beginn einer neuen Aussage kennzeichnen, denn er war ununterscheidbar von solchen, die fließend anderen Vokalen bzw. Konsonanten folgten.  Daher scheut die altgriechische Wortteilung allein anlautende Vokale nicht.
Im Spannungsfeld der Überschneidung beider Auffassungen rät die herkömmliche Tradition, zwischen elidierten (Punkt 4) und nicht-elidierten (Punkt 5) Verhältnissen zu unterscheiden. Dies ist aber schwierig auseinanderzuhalten;  Wortteilungen wie unter 5 sind daher im Lateinischen besser zu meiden.